# Júlio José Parruque
Júlio José Parruque (Matola, Maputo — 31 de maio de 1978) é um político moçambicano. Actualmente ocupa o cargo de Presidente do Conselho Municipal da Matola.

## Biografia
É filho de José Parruque e Albertina Alexandre Muteque Halage Parruque.

### Educação
O seu percurso educacional foi o seguinte:
- De 1989 a 1991 frequentou as Escolas Primária do Bairro da Liberdade, Matola e Secundária da Machava-Sed, onde concluiu o ensino primário e o primeiro ciclo do ensino secundário, respectivamente.
- De 1995 a 1998 frequentou a Escola Secundária da Matola, onde concluiu o segundo ciclo do ensino secundário.
- Em 2000 frequentou o curso de Arquitetura e Planeamento Físico, na UEM- FAPF.

### Carreira profissional
- Em 2007, Parruque, iniciou a sua carreira profissional no Ministério da Terra Ambiente e Desenvolvimento Rural, onde desempenhou as seguintes funções:[2]
  - Entre 2007 e 2009 foi chefe da Repartição de Projectos do Fundo do Ambiente;
  - De 2008 a 2012 foi chefe interino do Departamento de Documentação e Marketing e porta-voz do Fundo do Ambiente;
  - De 2009 a 2015 foi Chefe da Unidade Executora das Aquisições do Fundo do Ambiente.
  - De 2013 a 2015 foi Chefe do Departamento de Planificação, Estudos e Projectos do Fundo do Ambiente;

Em 2006 foi distinguido como vencedor do concurso Nacional para a criação do Logótipo da ANAMM-Associação Nacional dos Municípios de Moçambique.

### Carreira política
Em 2015 é nomeado Administrador do Distrito da Matola. Durante seu mandato, Parruque esteve envolvido em diversas atividades, como a construção de salas de aula na Escola Primária de Malhampsene, na Província de Maputo. Parruque participou em projetos financiados pelos Estados Unidos da América, como a construção de um novo centro de saúde na província de Maputo, com o objetivo de fortalecer a resposta ao HIV/AIDS.
Júlio José Parruque foi eleito Governador da Província de Maputo nas eleições de 15 de outubro de 2019 e tomou posse em 22 de janeiro de 2020. Foi substituído neste cargo em Fevereiro de 2024 para tomar posse como Presidente do Conselho Municipal da Matola.
Atualmente, Júlio José Parruque ocupa o cargo de Presidente do Conselho Municipal da Matola tendo tomado posse a 7 de Fevereiro de 2004 e sucedendo  Calisto Cossa.